# Paleopsychoda
Paleopsychoda är ett släkte av tvåvingar. Paleopsychoda ingår i familjen fjärilsmyggor.
Kladogram enligt Catalogue of Life:
| Paleopsychoda | \| \| Paleopsychoda jacquelinae \| \| \| \| \| \| Paleopsychoda solignaci \| \| \| \| |
|               | \| \| Paleopsychoda jacquelinae \| \| \| \| \| \| Paleopsychoda solignaci \| \| \| \| |
|               | Paleopsychoda jacquelinae                                                             |
|               |                                                                                       |
|               | Paleopsychoda solignaci                                                               |
|               |                                                                                       |